# Crónica mozárabe
La Crónica mozárabe, también llamada Crónica del 754, Anónimo de Córdoba, Chronicon de Isidoro Pacense o en latín Epitome Isidori Pacensis episcopi o Continuatio Hispanica anni DCCLIV, es una crónica medieval escrita en el siglo VIII en la península ibérica, supuestamente por un obispo de una diócesis lusitana llamado Isidoro.

## Contenido
Theodor Mommsen llamó Continuatio Isidoriana Byzantia-Arabica a una crónica anterior del año 741. Esta crónica utiliza la era hispánica en su primer tercio aproximadamente, el mismo en que dedica cierta atención a los asuntos de la península ibérica a partir de la muerte de Recaredo (601), pero después los pueblos cristianos pierden definitivamente importancia frente a la historia de Oriente, en particular la expansión omeya, mirada con cierta admiración y, más en segundo plano, la del Imperio bizantino; por eso se cree que su autor pudo no haber sido hispano. José Luis Moralejo piensa que la llamada Cronica muzarabica del año 754 posee «muy abundantes concomitancias» con la anterior y que del origen hispano de esta segunda «no puede haber duda razonable».
Esta crónica pretende ser una continuación de la Historia de los godos de Isidoro de Sevilla, aunque de una calidad mucho menor; abarca desde 610, primer año del emperador bizantino Heraclio, hasta 754, y fue durante un tiempo conocida como Crónica de Isidoro Pacense a causa de una errada identificación del padre Enrique Flórez. Mommsen la llamó Continuatio Hispana. «La atención que a los asuntos hispánicos dedica, el tono mismo en que se trata de la invasión, dejan fuera de duda que la crónica se escribió en España, tal vez sobre una base parcialmente común con la del 741, tal vez en directa dependencia de ella».
Mommsen y Díaz piensan que su autor debió ser un clérigo toledano y no cordobés, como opinaba, entre otros, Reinhart Dozy. Su editor moderno López Pereira (1980) afirma que no era toledano ni cordobés, pero sí del sur de España. Este anónimo autor no oculta sus simpatías por Witiza y su partido. Existe consenso en que esta crónica representa la mejor fuente sobre la primera mitad del siglo VIII en la Península y de los primeros tiempos de la conquista musulmana de Hispania y la Septimania. Contiene, por ejemplo, el relato más detallado de la famosa batalla de Poitiers.

## Ediciones
De la Crónica han subsistido tres manuscritos; se publicó por primera vez en su totalidad en Pamplona, 1615; se reimprimió en la Patrologia Latina de Migne, vol. 96, p. 1253 sqq. y tuvo una edición crítica moderna y bilingüe por José Eduardo López Pereira (1980). Después se publicó la traducción al español de Marco Antonio Coronel Ramos, con prólogo de Serafín Fanjul, Crónica mozárabe. Valencia: Institución Alfonso el Magnánimo, 2011.
- Juan Gil, Corpus scriptorum muzarabicorum, Madrid, Instituto Antonio de Nebrija, 1973, 2 vols.
- José Eduardo López Pereira, La crónica mozárabe del 754, Anubar. ISBN 84-7013-166-4, Zaragoza, 1980.
- Rafael Blanco Silva, «Una crónica mozárabe a la que se ha dado en llamar arábigo-bizantina de 741: un comentario y una traducción» Archivado el 3 de enero de 2020 en Wayback Machine., Revista de Filología, n.º 17, Servicio de Publicaciones de la Universidad de La Laguna, 1999, págs. 153-167 (traducción al español en págs. 158-166).